# Czarownice z Salem (film)
Czarownice z Salem (ang. The Crucible) – amerykański film kostiumowy z 1996 roku w reżyserii Nicholasa Hytnera, z Winoną Ryder i Danielem Day-Lewis w rolach głównych. Scenariusz do filmu napisał Arthur Miller na podstawie własnej sztuki o tym samym tytule, wydanej w 1952 roku.

## Obsada
- Daniel Day-Lewis – John Proctor
- Winona Ryder – Abigail Williams
- Joan Allen – Elizabeth Proctor
- Paul Scofield – sędzia Thomas Danforth
- Rob Campbell – wielebny Hale
- Jeffrey Jones – Thomas Putnam
- Peter Vaughan – Giles Corey

## Zdjęcia
Zdjęcia do filmu realizowane były na terenie Kanady i amerykańskiego stanu Massachusetts.